# Nemilicheri
Nemilicheri es una ciudad censal situada en el distrito de Tiruvallur en el estado de Tamil Nadu (India). Su población es de 5743 habitantes (2011). Se encuentra a 10 km de Tiruvallur y a 27 km de Chennai.

## Demografía
Según el censo de 2011 la población de Nemilicheri era de 5743 habitantes, de los cuales 2933 eran hombres y 2810 eran mujeres. Nemilicheri tiene una tasa media de alfabetización del 91,76%, superior a la media estatal del 80,09%: la alfabetización masculina es del 95,57%, y la alfabetización femenina del 87,83%.